# Verenigd Koninkrijk op het Eurovisiesongfestival 1983
Het Verenigd Koninkrijk deed in 1983 voor de zesentwintigste keer mee aan het Eurovisiesongfestival. De groep Sweet Dreams werd via een nationale voorronde gekozen om het land te vertegenwoordigen.De BBC was verantwoordelijk voor de Britse deelname van 1983.

## Nationale selectie
Onder de titel A Song for Europe 1983 hield het Verenigd Koninkrijk een nationale finale om de artiest en het lied te selecteren voor het Eurovisiesongfestival 1983. De nationale finale werd gehouden op 24 maart 1983 en werd gepresenteerd door Terry Wogan.
De winnaar werd gekozen door acht regionale jury's.

| Volgorde | Lied                                | Componist                             | Artiest       | Punten | Plaats |
| -------- | ----------------------------------- | ------------------------------------- | ------------- | ------ | ------ |
| 01       | I'm never giving up                 | Ron Roker, Phil Wigger & Jan Pulsford | Sweet Dreams  | 109    | 1      |
| 02       | I'm going home                      | Geoff Stephens & Graham Preskett      | Sam Childs    | 50     | 8      |
| 03       | All around the world                | Stephanie de Sykes & Stuart Slater    | Stuart Slater | 63     | 5      |
| 04       | With love                           | Des Dyer & Clive Scott                | Casablanca    | 72     | 3      |
| 05       | We've got all the time in the world | Tony Hiller & Paul Curtis             | Mirror        | 91     | 2      |
| 06       | Love on your mind                   | Marty Kristian & Trevor Spencer       | Audio         | 68     | 4      |
| 07       | When the kissing stops              | Tony Hiller, Martin Lee & Barry Upton | Rubic         | 63     | 5      |
| 08       | Keeping our love alive              | Guy Fletcher & Doug Flett             | Ritzy         | 60     | 7      |

## In München
In de Duitse stad München moest het Verenigd Koninkrijk aantreden als derde, net na Noorwegen en voor Zweden. Aan het einde van de puntentelling bleek dat de Britse inzending op de zesde plaats was geëindigd met 79 punten. Alleen van Zweden kreeg Sweet Dreams het maximum van 12 punten. Van Nederland ontvingen de Britten vijf punten en van België geen.

### Gekregen punten

#### Finale
| 12 punten                                                                | 10 punten    | 8 punten      | 7 punten            | 6 punten             |
| ------------------------------------------------------------------------ | ------------ | ------------- | ------------------- | -------------------- |
| - Zweden                                                                 | - Oostenrijk | - Zwitserland |                     | - Cyprus - Luxemburg |
| 5 punten                                                                 | 4 punten     | 3 punten      | 2 punten            | 1 punt               |
| - Denemarken - Frankrijk - Griekenland - Nederland - Noorwegen - Turkije |              | - Duitsland   | - Italië - Portugal |                      |

### Punten gegeven door Verenigd Koninkrijk

#### Finale
Punten gegeven in de finale:
| 12 punten | Joegoslavië |
| 10 punten | Israël      |
| 8 punten  | Zweden      |
| 7 punten  | Duitsland   |
| 6 punten  | Finland     |
| 5 punten  | Noorwegen   |
| 4 punten  | België      |
| 3 punten  | Oostenrijk  |
| 2 punten  | Denemarken  |
| 1 punt    | Nederland   |

1957 · 1958 · 1959 · 1960 · 1961 · 1962 · 1963 · 1964 · 1965 · 1966 · 1967 · 1968 · 1969 · 1970 · 1971 · 1972 · 1973 · 1974 · 1975 · 1976 · 1977 · 1978 · 1979 · 1980 · 1981 · 1982 · 1983 · 1984 · 1985 · 1986 · 1987 · 1988 · 1989 · 1990 · 1991 · 1992 · 1993 · 1994 · 1995 · 1996 · 1997 · 1998 · 1999 · 2000 · 2001 · 2002 · 2003 · 2004 · 2005 · 2006 · 2007 · 2008 · 2009 · 2010 · 2011 · 2012 · 2013 · 2014 · 2015 · 2016 · 2017 · 2018 · 2019 · 2020 · 2021 · 2022 · 2023 · 2024 · 2025